# Eleionomas
Eleionomas (em latim: Eleionomae; em grego clássico: Ἐλειονόμαι; romaniz.: Eleionómai) são as ninfas que habitam os pântanos. Filhas de Eleinomeu, deus dos pântanos e da náiade Céfia.